# يان غودوين
يان غودوين (بالإنجليزية: Jan Goodwin)‏ هي صحفية أمريكية، ولدت في 1948.